# Grand Prix Pino Cerami 2015
La 49e édition du Grand Prix Pino Cerami a eu lieu le 22 juillet 2015. La course fait partie du calendrier UCI Europe Tour 2015 en catégorie 1.1. C'est également la sixième épreuve de la Lotto Wallonia Cup 2015.
L'épreuve a été remportée, lors d'un sprint d'une vingtaine de coureurs, par le Belge Philippe Gilbert (BMC Racing) qui devance le Néerlandais Danny van Poppel (Trek Factory Racing) et son compatriote Tom Devriendt (Wanty-Groupe Gobert).

## Présentation

### Équipes
Classé en catégorie 1.1 de l'UCI Europe Tour, le Grand Prix Pino Cerami est par conséquent ouvert aux WorldTeams dans la limite de 50 % des équipes participantes, aux équipes continentales professionnelles, aux équipes continentales et aux équipes nationales.
Vingt-et-une équipes participent à ce Grand Prix Pino Cerami - sept WorldTeams, quatre équipes continentales professionnelles et dix équipes continentales :
| UCI WorldTeams      | UCI WorldTeams | UCI WorldTeams |
| Nom de l'équipe     | Pays           | Code           |
| ------------------- | -------------- | -------------- |
| AG2R La Mondiale    | France         | ALM            |
| BMC Racing          | États-Unis     | BMC            |
| Etixx-Quick Step    | Belgique       | EQS            |
| FDJ                 | France         | FDJ            |
| Lotto NL-Jumbo      | Pays-Bas       | TLJ            |
| Lotto-Soudal        | Belgique       | LTS            |
| Trek Factory Racing | États-Unis     | TFR            |

| Équipes continentales professionnelles | Équipes continentales professionnelles | Équipes continentales professionnelles |
| Nom de l'équipe                        | Pays                                   | Code                                   |
| -------------------------------------- | -------------------------------------- | -------------------------------------- |
| Bretagne-Séché Environnement           | France                                 | BSE                                    |
| Roompot Oranje Peloton                 | Pays-Bas                               | ROP                                    |
| Topsport Vlaanderen-Baloise            | Belgique                               | TSV                                    |
| Wanty-Groupe Gobert                    | Belgique                               | WGG                                    |

| Équipes continentales          | Équipes continentales | Équipes continentales |
| Nom de l'équipe                | Pays                  | Code                  |
| ------------------------------ | --------------------- | --------------------- |
| BKCP-Powerplus                 | Belgique              | BKP                   |
| Color Code-Aquality Protect    | Belgique              | CCB                   |
| Rabobank Development           | Pays-Bas              | RDT                   |
| Roubaix Lille Métropole        | France                | RLM                   |
| T.Palm-Pôle Continental Wallon | Belgique              | PCW                   |
| Vastgoedservice-Golden Palace  | Belgique              | VGS                   |
| Veranclassic-Ekoï              | Belgique              | VER                   |
| Verandas Willems               | Belgique              | WIL                   |
| Wallonie-Bruxelles             | Belgique              | WBC                   |
| Wiggins                        | Royaume-Uni           | WGN                   |

### Règlement de la course

#### Primes
Les vingt prix sont attribués suivant le barème de l'UCI,. Le total général des prix distribués est de 14 477 €.
| Position | 1er     | 2e      | 3e      | 4e    | 5e    | 6e    | 7e    | 8e    | 9e    | 10e à 20e |
| Prix     | 5 785 € | 2 895 € | 1 445 € | 715 € | 580 € | 433 € | 433 € | 287 € | 287 € | 147 €     |

## Classements

### Classement final
| Classement final | Classement final    | Classement final | Classement final     | Classement final  |
|                  | Coureur             | Pays             | Équipe               | Temps             |
| ---------------- | ------------------- | ---------------- | -------------------- | ----------------- |
| 1er              | Philippe Gilbert    | Belgique         | BMC Racing           | en 4 h 44 min 3 s |
| 2e               | Danny van Poppel    | Pays-Bas         | Trek Factory Racing  | m.t               |
| 3e               | Tom Devriendt       | Belgique         | Wanty-Groupe Gobert  | m.t               |
| 4e               | Tom Boonen          | Belgique         | Etixx-Quick Step     | m.t               |
| 5e               | Sébastien Turgot    | France           | AG2R La Mondiale     | m.t               |
| 6e               | Christopher Lawless | Royaume-Uni      | Wiggins              | m.t               |
| 7e               | Antoine Demoitié    | Belgique         | Wallonie-Bruxelles   | m.t               |
| 8e               | Philipp Walsleben   | Allemagne        | BKCP-Powerplus       | m.t               |
| 9e               | Laurent Pichon      | France           | FDJ                  | m.t               |
| 10e              | Jeroen Meijers      | Pays-Bas         | Rabobank Development | m.t               |
| modifier         |                     |                  |                      |                   |

### UCI Europe Tour
Ce Grand Prix Pino Cerami attribue des points pour l'UCI Europe Tour 2015, par équipes seulement aux coureurs des équipes continentales professionnelles et continentales, individuellement à tous les coureurs sauf ceux faisant partie d'une équipe ayant un label WorldTeam.
| Position,          | 1er | 2e | 3e | 4e | 5e | 6e | 7e | 8e | 9e | 10e | 11e | 12e |
| Classement général | 80  | 56 | 32 | 24 | 20 | 16 | 12 | 8  | 7  | 6   | 5   | 3   |

## Liste des participants
- Liste de départ complète

| Légende | Légende                                                                    | Légende | Légende                                                    |
| ------- | -------------------------------------------------------------------------- | ------- | ---------------------------------------------------------- |
| Num     | Dossard de départ porté par le coureur sur ce Grand Prix Pino Cerami       | Pos     | Position à l'arrivée de la course                          |
|         | Indique un maillot de champion national ou mondial, suivi de sa spécialité | NP      | Indique un coureur qui n'a pas pris le départ de la course |
| AB      | Indique un coureur qui n'a pas terminé la course                           | HD      | Indique un coureur qui a terminé la course hors des délais |

| Etixx-Quick Step EQS               | Etixx-Quick Step EQS        | Etixx-Quick Step EQS |
| ---------------------------------- | --------------------------- | -------------------- |
| Num                                | Coureur                     | Pos                  |
| 1                                  | Tom Boonen (BEL)            | 4e                   |
| 2                                  |                             |                      |
| 3                                  | Nikolas Maes (BEL)          | 13e                  |
| 4                                  | Gianni Meersman (BEL)       | AB                   |
| 5                                  | Fabio Sabatini (ITA)        | AB                   |
| 6                                  | Pieter Serry (BEL)          | 23e                  |
| 7                                  | Niki Terpstra (NED) (Route) | 50e                  |
| 8                                  | Stijn Vandenbergh (BEL)     | AB                   |
| Directeur sportif : Rik Van Slycke |                             |                      |

| Lotto-Soudal LTS                | Lotto-Soudal LTS       | Lotto-Soudal LTS |
| ------------------------------- | ---------------------- | ---------------- |
| Num                             | Coureur                | Pos              |
| 11                              | Stig Broeckx (BEL)     | 55e              |
| 12                              | Sean De Bie (BEL)      | 39e              |
| 13                              | Kenny Dehaes (BEL)     | AB               |
| 14                              | Pim Ligthart (NED)     | 44e              |
| 15                              | Kris Boeckmans (BEL)   | 26e              |
| 16                              | Boris Vallée (BEL)     | 51e              |
| 17                              | Dennis Vanendert (BEL) | 37e              |
| 18                              | Jelle Vanendert (BEL)  | 38e              |
| Directeur sportif : Mario Aerts |                        |                  |

| BMC Racing BMC                   | BMC Racing BMC             | BMC Racing BMC |
| -------------------------------- | -------------------------- | -------------- |
| Num                              | Coureur                    | Pos            |
| 21                               | Marcus Burghardt (GER)     | 47e            |
| 22                               | Alessandro De Marchi (ITA) | AB             |
| 23                               | Jempy Drucker (LUX)        | AB             |
| 24                               | Philippe Gilbert (BEL)     | 1er            |
| 25                               | Rick Zabel (GER)           | AB             |
| 26                               | Dylan Teuns (BEL)          | 28e            |
| 27                               | Peter Velits (SVK)         | AB             |
| 28                               | Loïc Vliegen (BEL)         | 29e            |
| Directeur sportif : Valerio Piva |                            |                |

| Trek Factory Racing TFR          | Trek Factory Racing TFR  | Trek Factory Racing TFR |
| -------------------------------- | ------------------------ | ----------------------- |
| Num                              | Coureur                  | Pos                     |
| 31                               | Fumiyuki Beppu (JPN)     | AB                      |
| 32                               | Eugenio Alafaci (ITA)    | 42e                     |
| 33                               |                          |                         |
| 34                               |                          |                         |
| 35                               | Jasper Stuyven (BEL)     | AB                      |
| 36                               | Boy van Poppel (NED)     | AB                      |
| 37                               | Danny van Poppel (NED)   | 2e                      |
| 38                               | Kristof Vandewalle (BEL) | AB                      |
| Directeur sportif : Luc Meersman |                          |                         |

| Lotto NL-Jumbo TLJ              | Lotto NL-Jumbo TLJ       | Lotto NL-Jumbo TLJ |
| ------------------------------- | ------------------------ | ------------------ |
| Num                             | Coureur                  | Pos                |
| 41                              | Moreno Hofland (NED)     | AB                 |
| 42                              | Robert Wagner (GER)      | AB                 |
| 43                              | Timo Roosen (NED)        | 31e                |
| 44                              | Mike Teunissen (NED)     | 35e                |
| 45                              | Maarten Tjallingii (NED) | 45e                |
| 46                              | Tom Van Asbroeck (BEL)   | 16e                |
| 47                              | Rick Flens (NED)         | AB                 |
| 48                              | Maarten Wynants (BEL)    | 32e                |
| Directeur sportif : Erik Dekker |                          |                    |

| FDJ                                | FDJ                            | FDJ |
| ---------------------------------- | ------------------------------ | --- |
| Num                                | Coureur                        | Pos |
| 51                                 | David Boucher (FRA)            | AB  |
| 52                                 | Arnaud Courteille (FRA)        | 36e |
| 53                                 | Mickaël Delage (FRA)           | AB  |
| 54                                 | Yoann Offredo (FRA)            | AB  |
| 55                                 | Johan Le Bon (FRA)             | AB  |
| 56                                 | Pierre-Henri Lecuisinier (FRA) | 49e |
| 57                                 | Laurent Pichon (FRA)           | 9e  |
| 58                                 | Marc Sarreau (FRA)             | AB  |
| Directeur sportif : Martial Gayant |                                |     |

| AG2R La Mondiale ALM                 | AG2R La Mondiale ALM      | AG2R La Mondiale ALM |
| ------------------------------------ | ------------------------- | -------------------- |
| Num                                  | Coureur                   | Pos                  |
| 61                                   | Gediminas Bagdonas (LTU)  | 52e                  |
| 62                                   | Julien Bérard (FRA)       | 20e                  |
| 63                                   | Guillaume Bonnafond (FRA) | AB                   |
| 64                                   | Maxime Daniel (FRA)       | 19e                  |
| 65                                   | Axel Domont (FRA)         | AB                   |
| 66                                   |                           |                      |
| 67                                   |                           |                      |
| 68                                   | Sébastien Turgot (FRA)    | 5e                   |
| Directeur sportif : Artūras Kasputis |                           |                      |

| Topsport Vlaanderen-Baloise TSV    | Topsport Vlaanderen-Baloise TSV | Topsport Vlaanderen-Baloise TSV |
| ---------------------------------- | ------------------------------- | ------------------------------- |
| Num                                | Coureur                         | Pos                             |
| 71                                 | Victor Campenaerts (BEL)        | 11e                             |
| 72                                 | Floris De Tier (BEL)            | AB                              |
| 73                                 | Jens Wallays (BEL)              | 21e                             |
| 74                                 | Oliver Naesen (BEL)             | 41e                             |
| 75                                 | Thomas Sprengers (BEL)          | 48e                             |
| 76                                 | Edward Theuns (BEL)             | AB                              |
| 77                                 | Pieter Vanspeybrouck (BEL)      | AB                              |
| 78                                 | Jelle Wallays (BEL)             | 24e                             |
| Directeur sportif : Hans De Clercq |                                 |                                 |

| Wanty-Groupe Gobert WGG                      | Wanty-Groupe Gobert WGG   | Wanty-Groupe Gobert WGG |
| -------------------------------------------- | ------------------------- | ----------------------- |
| Num                                          | Coureur                   | Pos                     |
| 81                                           | Björn Leukemans (BEL)     | AB                      |
| 82                                           | Tim De Troyer (BEL)       | AB                      |
| 83                                           | Tom Devriendt (BEL)       | 3e                      |
| 84                                           | Lander Seynaeve (BEL)     | AB                      |
| 85                                           | Yannick Eijssen (BEL)     | 33e                     |
| 86                                           | Roy Jans (BEL)            | AB                      |
| 87                                           | James Vanlandschoot (BEL) | AB                      |
| 88                                           | Fréderique Robert (BEL)   | AB                      |
| Directeur sportif : Hilaire Van der Schueren |                           |                         |

| Bretagne-Séché Environnement BSE  | Bretagne-Séché Environnement BSE | Bretagne-Séché Environnement BSE |
| --------------------------------- | -------------------------------- | -------------------------------- |
| Num                               | Coureur                          | Pos                              |
| 91                                | Jean-Marc Bideau (FRA)           | AB                               |
| 92                                | Maxime Cam (FRA)                 | AB                               |
| 93                                | Romain Feillu (FRA)              | AB                               |
| 94                                | Florian Guillou (FRA)            | AB                               |
| 95                                | Yauheni Hutarovich (BLR)         | AB                               |
| 96                                | Benoît Jarrier (FRA)             | AB                               |
| 97                                | Kévin Ledanois (FRA)             | 34e                              |
| 98                                | Christophe Laborie (FRA)         | AB                               |
| Directeur sportif : Denis Leproux |                                  |                                  |

| Roompot Oranje Peloton ROP        | Roompot Oranje Peloton ROP | Roompot Oranje Peloton ROP |
| --------------------------------- | -------------------------- | -------------------------- |
| Num                               | Coureur                    | Pos                        |
| 101                               | Jesper Asselman (NED)      | AB                         |
| 102                               | Raymond Kreder (NED)       | AB                         |
| 103                               | Dylan Groenewegen (NED)    | AB                         |
| 104                               | Brian van Goethem (NED)    | 54e                        |
| 105                               | Wesley Kreder (NED)        | 43e                        |
| 106                               | André Looij (NED)          | AB                         |
| 107                               | Huub Duyn (NED)            | 30e                        |
| 108                               | Maurits Lammertink (NED)   | AB                         |
| Directeur sportif : Erik Breukink |                            |                            |

| Wallonie-Bruxelles WBC                | Wallonie-Bruxelles WBC   | Wallonie-Bruxelles WBC |
| ------------------------------------- | ------------------------ | ---------------------- |
| Num                                   | Coureur                  | Pos                    |
| 111                                   | Kevyn Ista (BEL)         | AB                     |
| 112                                   | Olivier Chevalier (BEL)  | AB                     |
| 113                                   | Ludwig De Winter (BEL)   | AB                     |
| 114                                   | Sébastien Delfosse (BEL) | 22e                    |
| 115                                   | Antoine Demoitié (BEL)   | 7e                     |
| 116                                   | Gaëtan Pons (BEL)        | AB                     |
| 117                                   | Antoine Warnier (BEL)    | AB                     |
| 118                                   | Grégory Habeaux (BEL)    | 27e                    |
| Directeur sportif : Frédéric Amorison |                          |                        |

| Color Code-Aquality Protect CCB              | Color Code-Aquality Protect CCB | Color Code-Aquality Protect CCB |
| -------------------------------------------- | ------------------------------- | ------------------------------- |
| Num                                          | Coureur                         | Pos                             |
| 121                                          | Charlie Arimont (BEL)           | AB                              |
| 122                                          | Martin Palm (BEL)               | 46e                             |
| 123                                          | Florent Delfosse (BEL)          | AB                              |
| 124                                          | Jimmy Duquennoy (BEL)           | 53e                             |
| 125                                          | Maximilien Picoux (BEL)         | AB                              |
| 126                                          | Rémy Mertz (BEL)                | AB                              |
| 127                                          | Julien Kaise (BEL)              | AB                              |
| 128                                          | Antoine Loy (BEL)               | AB                              |
| Directeur sportif : Jean-Denis Vandenbroucke |                                 |                                 |

| Veranclassic-Ekoï VER               | Veranclassic-Ekoï VER   | Veranclassic-Ekoï VER |
| ----------------------------------- | ----------------------- | --------------------- |
| Num                                 | Coureur                 | Pos                   |
| 131                                 | Edwig Cammaerts (BEL)   | 14e                   |
| 132                                 | Niels De Rooze (BEL)    | AB                    |
| 133                                 | Serge Dewortelaer (BEL) | AB                    |
| 134                                 | Dirk Finders (GER)      | AB                    |
| 135                                 | Antoine Leleu (BEL)     | AB                    |
| 136                                 | Justin Jules (FRA)      | AB                    |
| 137                                 | Melvin Rullière (FRA)   | AB                    |
| 138                                 | Robin Stenuit (BEL)     | AB                    |
| Directeur sportif : Willy Teirlinck |                         |                       |

| Vastgoedservice-Golden Palace VGS  | Vastgoedservice-Golden Palace VGS | Vastgoedservice-Golden Palace VGS |
| ---------------------------------- | --------------------------------- | --------------------------------- |
| Num                                | Coureur                           | Pos                               |
| 141                                | Rob Ruijgh (NED)                  | 18e                               |
| 142                                | Alphonse Vermote (BEL)            | AB                                |
| 143                                | Sander Cordeel (BEL)              | AB                                |
| 144                                | Gerry Druyts (BEL)                | AB                                |
| 145                                |                                   |                                   |
| 146                                |                                   |                                   |
| 147                                | Sam Lennertz (BEL)                | AB                                |
| 148                                | Kevin Peeters (BEL)               | NP                                |
| Directeur sportif : Stijn Van Hout |                                   |                                   |

| BKCP-Powerplus BKP                      | BKCP-Powerplus BKP         | BKCP-Powerplus BKP |
| --------------------------------------- | -------------------------- | ------------------ |
| Num                                     | Coureur                    | Pos                |
| 151                                     | Vincent Baestaens (BEL)    | AB                 |
| 152                                     | Wietse Bosmans (BEL)       | AB                 |
| 153                                     | Daan Hoeyberghs (BEL)      | AB                 |
| 154                                     | Michael Boroš (CZE)        | AB                 |
| 155                                     | Adam Toupalik (CZE)        | AB                 |
| 156                                     | David van der Poel (NED)   | AB                 |
| 157                                     | Mathieu van der Poel (NED) | 25e                |
| 158                                     | Philipp Walsleben (GER)    | 8e                 |
| Directeur sportif : Christoph Roodhooft |                            |                    |

| T.Palm-Pôle Continental Wallon PCW     | T.Palm-Pôle Continental Wallon PCW | T.Palm-Pôle Continental Wallon PCW |
| -------------------------------------- | ---------------------------------- | ---------------------------------- |
| Num                                    | Coureur                            | Pos                                |
| 161                                    | Thomas Armstrong (GBR)             | AB                                 |
| 162                                    | Claudio Catania (ITA)              | AB                                 |
| 163                                    | Guillaume Haag (BEL)               | AB                                 |
| 164                                    | Bastien Kroonen (BEL)              | AB                                 |
| 165                                    | Nicolas Mertz (BEL)                | AB                                 |
| 166                                    | Guillaume Delvaux (BEL)            | AB                                 |
| 167                                    | Antoine Didier (BEL)               | AB                                 |
| 168                                    | Ian Vansumere (BEL)                | AB                                 |
| Directeur sportif : Pascal Pieterarens |                                    |                                    |

| Verandas Willems WIL                  | Verandas Willems WIL       | Verandas Willems WIL |
| ------------------------------------- | -------------------------- | -------------------- |
| Num                                   | Coureur                    | Pos                  |
| 171                                   | Gaëtan Bille (BEL)         | AB                   |
| 172                                   | Joeri Calleeuw (BEL)       | AB                   |
| 173                                   | Dimitri Claeys (BEL)       | AB                   |
| 174                                   | Jérôme Kerf (BEL)          | AB                   |
| 175                                   | Christophe Prémont (BEL)   | AB                   |
| 176                                   | Olivier Pardini (BEL)      | NP                   |
| 177                                   | Joren Touquet (BEL)        | 40e                  |
| 178                                   | Elias Van Breussegem (BEL) | AB                   |
| Directeur sportif : Gautier De Winter |                            |                      |

| Roubaix Lille Métropole RLM            | Roubaix Lille Métropole RLM | Roubaix Lille Métropole RLM |
| -------------------------------------- | --------------------------- | --------------------------- |
| Num                                    | Coureur                     | Pos                         |
| 181                                    | Julien Antomarchi (FRA)     | AB                          |
| 182                                    | Baptiste Planckaert (BEL)   | AB                          |
| 183                                    | Dieter Bouvry (BEL)         | AB                          |
| 184                                    | Thomas Damuseau (FRA)       | AB                          |
| 185                                    | Timothy Dupont (BEL)        | AB                          |
| 186                                    | Maxime Vantomme (BEL)       | AB                          |
| 187                                    | Jérémy Leveau (FRA)         | 12e                         |
| 188                                    | Romain Pillon (FRA)         | AB                          |
| Directeur sportif : Frédéric Delcambre |                             |                             |

| Wiggins WGN                    | Wiggins WGN               | Wiggins WGN |
| ------------------------------ | ------------------------- | ----------- |
| Num                            | Coureur                   | Pos         |
| 191                            | Mark Christian (GBR)      | AB          |
| 192                            | Jonathan Dibben (GBR)     | AB          |
| 193                            | Owain Doull (GBR)         | AB          |
| 194                            | Luc Hall (GBR)            | AB          |
| 195                            | Christopher Lawless (GBR) | 6e          |
| 196                            | Andrew Tennant (GBR)      | AB          |
| 197                            |                           |             |
| 198                            | Daniel Patten (GBR)       | AB          |
| Directeur sportif : Simon Cope |                           |             |

| Rabobank Development RDT                | Rabobank Development RDT | Rabobank Development RDT |
| --------------------------------------- | ------------------------ | ------------------------ |
| Num                                     | Coureur                  | Pos                      |
| 201                                     | Merijn Korevaar (NED)    | AB                       |
| 202                                     | Jeroen Meijers (NED)     | 10e                      |
| 203                                     | Hartthijs de Vries (NED) | 15e                      |
| 204                                     | Piotr Havik (NED)        | AB                       |
| 205                                     | Cees Bol (NED)           | 17e                      |
| 206                                     | Jan Maas (NED)           | AB                       |
| 207                                     | Joris Nieuwenhuis (NED)  | AB                       |
| 208                                     | Sieben Wouters (NED)     | AB                       |
| Directeur sportif : Richard Groenendaal |                          |                          |